# قائمة الأفلام المصرية سنة 1951
هذه قائمة بالأفلام المصرية لسنة 1951 مرتبة أبجديا

## 1951
- لك يوم يا ظالم
- آدم وحواء
- أنا الماضي
- الصبر جميل
- المعلم بلبل
- ابن النيل
- أولادي
- بيت الأشباح
- تعال سلم
- حبيب الروح
- حبيبتي سوسو
- حماتي قنبلة ذرية
- شباك حبيبي
- ظهور الإسلام
- في الهوا سوا
- فيروز هانم
- قطر الندى
- ليلة الحنة
- مشغول بغيري
- ورد الغرام
- وهيبة ملكة الغجر
- أمير الانتقام
- الشرف غالي